# Кучевиште
Кучевиште је насеље у Северној Македонији, у Скопској Црној Гори, у северном делу државе. Кучевиште је седиште општине Чучер-Сандево.
Кучевиште има велики значај за српску заједницу у Северној Македонији, пошто Срби чине већину у овом насељу (без скопског насеља Кучевишка бара) исто као и у насељу Чучер-Сандево, а у околним насељима: Побожје, Бањани, Горњани, Љубанци вековима живе аутохтони Срби.

## Географија
Кучевиште је смештено у северном делу Северне Македоније. Од најближег града, Скопља, село је удаљено 15 km северно.
Село Кучевиште се налази у историјској области Црногорје, у јужној подгорини Скопске Црне Горе, на приближно 570 метара надморске висине. Северно од насеља издиже се планина, а јужно се пружа Скопско поље.
Месна клима је континентална.

## Срби у Кучевишту
Сачувао се натпис из 1501. године у православној цркви Св. Спаса у Кучевишту. У њему се говори о обављеном попису цркве Св. Николе.
По попису српског народа у Скопској епархији из 1899. године, село Кучевиште има 190 кућа, ту су још две српске православне цркве Св. Спаса и Св. Атанасија (локално - Св. Танасија!), као и један манастир - Св. Аранђела.
Још око 1830. године учили су се ђаци у манастиру Св. Арханђела, код једног калуђера. Њен рад се одвијао између 1830-1851. године. Пошто су се ту могли учити само они који ће бити свештеници или калуђери, село Кучевиште је "донело" у своје село школу. Српска народна школа је почела званичан рад 1851. године и није прекидала рад. Довели су првог учитеља неког Филипа из Босне. Овај је учио децу по старом методу (словенски буквар, псалтир, часловац и месецеслов). Провео је годину и по дана, па се посвађао са сељанима због плате и отишао. Затим ту дође Трајко Шаљевић из Скопља и остао годину дана. Онда је дошао за учитеља неки Коста из Босне. Овај је био чудак, лепо је свирао на виолини, али и свађао се са сељанима, затварао по два дана у кућу, никог није примао а на посетиоце викао. Предавао је две године по Филиповом методу. Неколико година школа није радила, док не дође калуђер Мисал из манастира из Дечана у манастир Св. Аранђела, иначе родом из Тетова. Овај је довео за учитеља неког Стојка из Беловишта. Стојко је као неспреман отеран после две године. Поставили су онда Исаију сина попа из Љешка, који је ту радио две године, па се вратио кући мада су били са њим сви задовољни. Долази затим нови учитељ Панко Цанковић из Скопља, а за овим Димитрије Крстић такође из Скопља. Мита се убрзо оженио и отишао из села, па су нашли новог Спиру званог Грк из Тетова. Грк је био пијаница па га сељани нису могли трпети. Године 1862. у месну школу дође Јаков Паламаровић из Гњилана. Овај учитељ је провео ту четири године, а добављао је разне српске књиге из Гњилана, попут: "Историја Срба", "Мала свештена историја", "Катихизис", "Рачуница", "Мала знања", "Мали земљопис" итд. За време 1868-1874. године постојала је званично та школа у Кучевишту. Када се одселио овај први прави учитељ, дошао је неки Атанас из Охрида; неморалан човек кога су најурили мештани. Опет су звали учитеља Паламаровића који је сада други пут провео пет година у месној школи. Због породичних прилика он је морао да напусти Кучевиште, па почеше радити као учитељи већ његови бивши ђаци. Павле Чековић из Кучевишта радио је годину дана, затим Аца Станковић - Даутовић - следеће три године. Учитеља Ацу заменио је Стевко Крстић - Шалман, који остане четири године, па се запопио. Њега је заменио опет Паламаровић, и остао све до деведесетих година када су га бугарски агенти оптужили код Турака. Због измишљене кривице узгубио је чак право да буде учитељ. После њега измењало се више учитеља. Школске 1888/1889. године радила је школа у Кучевишту, "под црквеним кровом", са једним учитељем. Српска краљевска влада у Београду, тајно је помагала опстанак српске школе у Кучевишту око 1890. године, дајући по 20 царских дуката годишње припомоћи. У месту је 1897. године свечано прослављена школска слава Св. Сава. Домаћин славе био је учитељ Јаков Паламаревић, а светосавску беседу (у школској згради) одржао је учитељ Серафим Маринковић. За време славког ручка свирале су - "забрујале" гајде. Учитељи 1899. године били су у том месту: Аћим Паламаревић, Атанасије Петровић и Стеван Поповић. Основан је на предлог игумана оближњег манастира Германа тада сеоски "Фонд школе кућевишке" за помоћ сиромашним ученицима, у који су ушли прилози дародаваца о школској слави.
У Кучевишту је 1898. године постојала основна четвороразредна школа, са 43 ђака и два учитеља. Један је завршио Призренску богословију, а други се школовао у гимназији у Београду. Кучевишка школа ради и 1911. године. За време Првог светског рата помиње се 1913. учитељ Спасоје Петковић, када је од привременог постао стални. А 1917. године помиње се учитељ Лазар Илић из Кучевишта.
Мештанин дућанџија Сава Бојковић је био утамничен 1904. године због увреде султана.
Између два светска рата у месној основној школи су предавали учитељи: Стојан Урдаревић (из Св. Никите, 1921-), Арсеније Ковачевић (из Св. Никите, 1921-), Љубица Јовановић (1924-), Недељко Поповић (1926-1929; па 1933-1940), Христина Божиновић (1926-), Миодраг Младеновић (1929-), Радмила Јовановић (1930-), Петар Крстић (1935-), Катарина Крстић (1935-), Милосав Војиновић (1935-), Достана Војиновић (1935-), Душан Атанасковић (1939-), Милева Поповић (1940-).
Дана 9. новембра 1927. године током поподнева избио је пожар у сеоској школи, који је међутим угашен пре него што је зграда сасвим страдала. 
Новембра 1934. године помоћник бана Вардарске бановине је одлучио да се у основној школи у Кучевишту, поред два постојећа разреда, отворе још два разреда. Тако да ће основна школа у Кучевишту имати четири одељења: два одељења у Кучевишту и два одељења у Побужју.
Министар физичког васпитања народа КЈ, Душан Пантић је 15. октобра 1940. године током посете Кучевишту, извршио смотру соколских чета и омладине тог краја.

## Становништво
Становништво Кучевишта је, по подацима које даје Михаило П. Оцевића, учитељ из Бањана, 1896. године живело у 187 домова.  Нешто већи број домова, 187, забележен је 1905. године у извештају сеоског свештеника и учитеља Стевана Поповића управитељу српских основних школа у Скопљу.  Број од 193 домова даје Светозар Томић , наставник српске гимназије у Скопљу који је 1904-1905. вршио етнографска истраживања у Скопској Црној Гори. Број становника села Кучевишта Томић је добио тако што је број домова множио са 9, што је по његовој рачуници био просечан број становника по кући. По том прорачуну село је 1905. имало 1737 становника. Према подацима секретара бугарске егзархије Димитра Мишева у селу је 1903. живело 1440 становника и то, по његовом исказу, Бугара патријаршиста-србомана.  Разлика у броју домова и броју кућа вероватно има корен у печалбарству становништва и дељењу кућних задруга, пошто досељавања у ово село у периоду 1896-1905. није било. На крају 19. и почетком 20. века у Кучевишту је по томе живело између 1.440 и 1.737 становника.
Кучевиште је на попису из 1994. године имало 1.869 становника.
| Национални састав према попису из 1994.‍ | Национални састав према попису из 1994.‍ | Национални састав према попису из 1994.‍ | Национални састав према попису из 1994.‍ | Национални састав према попису из 1994.‍ |
| --------------------------------------- | --------------------------------------- | --------------------------------------- | --------------------------------------- | --------------------------------------- |
|                                         |                                         |                                         |                                         |                                         |
| Срби                                    | Срби                                    |                                         | 1.462                                   | 78,2%                                   |
| Македонци                               | Македонци                               |                                         | 367                                     | 19,6%                                   |

Према последњем попису из 2021. године имало је 4.119 становника (са насељем Кучевишка бара).
| Национални састав према попису из 2021.‍ | Национални састав према попису из 2021.‍ | Национални састав према попису из 2021.‍ | Национални састав према попису из 2021.‍ | Национални састав према попису из 2021.‍ |
| --------------------------------------- | --------------------------------------- | --------------------------------------- | --------------------------------------- | --------------------------------------- |
|                                         |                                         |                                         |                                         |                                         |
| Македонци                               | Македонци                               |                                         | 2.404                                   | 58,4%                                   |
| Срби                                    | Срби                                    |                                         | 1.323                                   | 32,1%                                   |
| непописани                              | непописани                              |                                         | 180                                     | 4,4%                                    |

### Порекло становништва по родовима
- Бојћићевци (11 кућа, Св. Никола) зову се и Поповићи, старинци.
- Црничани (10 кућа, Св. Арханђео), старинци.
- Белинци (9 кућа, Митровдан), некада су живели на селишту Гиновце у долини Белинске реке на планини.
- Комненови (30 кућа, Св. Ђорђија), досөљени из Мијака у околини Витине. У сусөдном Побужју сродници су им Ђаковци (11 кућа).
- Рајчини (7 кућа) и Шегмонови (6 кућа), славе Св. Николу. Оба рода су досељена из Бреста на планини Црној Гори.
- Рајови или Рајевићи (10 кућа, Св. Ђорђија), досељени из Шашара у околини Витине.
- Неделчини (8 кућа, Св. Ђорђија), досељени из Пожарања у околини Витине.
- Нинићи или Нинћеви (13 кућа, Митровдан), досөљени из Никовца у околини Качаника. Од овог рода потицао је познати Атанасије Петровић, прота кумановски. Аутор је књиге „Народни зивот и обичаји у Скопској Црној гори“ (Београд 1907). Један старац из Љубанца говорећи о А. Петровићу рекао је: „Од Србија до Солун немало поумен човек од него“. Њега су у Првом светском рату убили Бугари у Сурдулици. Његов син Љ. Петровић, по Другом светском рату био је директор једне скопске гимназије.
- Славкови (7 кућа, Св. Ђорђија), досељени из Горњег Славковца које лежи на планини Жеговац, североисточно од Урошевца.
- Каровчеви (10 кућа, Св. Петка), досељени из Бошњана, сада пустог селишта у Скопском Пољу. Из овог рода убијен је око 1870. г. истакнути предак, који је сарађиваоп са тада убијеним Соколом Рајеним из суседног села Љубанца.
- Чакалови (7 кућа) и Кољеви (3 куће), славе Св. Петку. И они су досељени из поменутог Бошњана.
- Пигулови (7 кућа, Св. Никола), досељени из неког села у Скопској Блатији.
- Џајкови (3 куће, Св. Ђорђија), потичу од домазета досељеног из Љубанца. Имају исељенике у скопском селу Радишану. Од рода Џајкови потицао је један свештеник у скопском селу Булачану.

Родови непознатог порекла:
- Нешкови (36 кућа, Св. Арханђео), највећи сеоски род. Једна њихова грана носи име Жабовци, Думанови, Црвови и Макаљови.
- Гурмешови (15 кућа) и Шијакови (5 кућа), славе Митровдан). Поједине гране првог рода у селу носе ова имена Агови и Шутаковци.
- Пиркови (16 кућа), Путеви (2 куће), Емширови (2 куће) и Салчови (1 кућа), славе Св. Петку.
- Маркови (10 кућа), Мазневци (4 куће), и Велјови (1 кућа), славе Св. Николу.
- Видини (9 кућа), Киранџићи (7 кућа), Усовци (5 кућа) и Чекови (4 куће), славе Св. Ђорђија. Видини тако се зову по некој баба Види.
- Дуранци (4 куће), славе Малу Госпођу.
- Тенови (2 куће), Митровдан. Имају исељеника у скопским селима Радишану и Бутељу.

Исељеници:
Из Кучевишта зна се за релативно мали број исељеника. Сви потичу из новијег доба: отишли су иза првог и Другог светског рата (већим делом). Највише исељеника има у два села Скопског поља - Бошњану (25 кућа) и Радишану (10 кућа), затим у Бардовцу (2 куће), Скопљу (око 10 кућа) и у Драчеву крај Скопља - Поповићи (2 куће). Нешто исељеника има и у Србији - Београду (3 куће), Црепаји (3 куће) и Качареву (3 куће) у Банату. - Род Вујови (1 кућа) у Горњану потиче од домазета досељеног из Кучевишта.

## Знаменитости насеља
У селу се налази један манастир и неколико цркава:
- Црква Вазнесења или Свети Спас налази се на сред села. Раније је била посвећена Ваведењу Пресвете Богородице. Потиче из немањићког периода, настала је вероватно у 13. веку, у време Стефана Дечанског. Има доста добро очуван фескопис. У цркви се налазе портрети краља Душана и жене му Јелене, настали око 1335. године.[13] Посебно је занимљива фреска "Св. Милоша Обилића" осликана 1874. када су цео храм поново живописали Мијаци Мијалче и Васиљ "зуграфи".[14] Озбиљнe конзерваторске интервенције рађене су 1956/57. године. Цар Душан помиње ту цркву у Аранђеловској Хрисовуљи, којом прилаже свом манастиру: "село Кучевиште с црквију Св. Богородице и с заселком Бродцем." Помиње и винограде, воћњаке и "манастирске купљенице" које опет цитира он, наводе се "у Кучевишкој Хрисовуљи што је записал родитељ ми, господин Краљ." (тј. његов отац Стефан Дечански). У великом пожару 1984. јој је уништена богата архива, укључујући и матичне књиге.
- Црква Светог Николе или "Горња" саграђена око 1501. године у крову цркве Светог Спаса оправљена и отворена за службу 1905. године након дугог периода не дејства. Њен живопис је из 1501. године. Била је споља на јужној апсиди фреска, на којој је сасвим неочекивано представљен влашки војвода Влад, са необичним детаљем - влашком високом шубаром.[15]
- Црква Светог Атанасија, налази се "испод села" и ту се прославља 18. јануара празник Св. Танасија, уз посебни народни (помало пагански) ритуал који траје два дана. Другога дана приређује се гозба код цркве за цело село.[8]
- Кучевишки манастир Свети Арханђели мала црква, на око сат времена хода удаљена од села, у шуми, зидана за време цара Уроша. Живописан је манастир 1611. године. У унутрашњости цркве, на стубовима масном фарбом су насликани ликови српских светитеља: Св. Саве, Стефана Дечанског, Стефана Немање, Патријарха пећког Јоаникија. Бугари су својевремено однели све што су могли узети, покретно добро.[16] Око 1903. године тај живопис је био потпуно унакажен од стране бугарских шовиниста.[17] Био је то пре Другог светског рата женски манастир. Када ју је посетио краљевски пар Карађорђевић јуна 1925. године, разговарано је да се "манастир поправи што пре, а фреске које су искварене, сачувају од даљег квара". Бугари су иначе систематски премазивали све старе српске првобитне фреске и натписе, и преко њих стављали своје, нове. На скидању тог "мазања", радили су и стручњаци и калуђери са успехом. У манастиру је боравила филмска екипа из Београда, септембра 1931. године, предвођена новинаром и писцем Станиславом Краковим. Они су за потребе "Југословенског просветног филма" снимали сцене по Старој Србији, за први југословенски тон-филм. Снимали су по селу Кучевишту и сам манастир у екстеријеру, али и ентеријеру уз помоћ специјалних рефлектора.[18]
- Капела Бигор
- Црквиште Света Петка код воде Срђевца
- Црквиште код места Стара Гумна.[19]

## Познате личности
- Натанаил Охридски и Пловдивски, митрополит Бугарске егзархије;
- Мара Кучкова, из Кучевишта, жена - српски комита, почетком 20. века спасила комитског војводу Петка Илића Нагоричанина